# さそり–ケンタウルス座アソシエーション

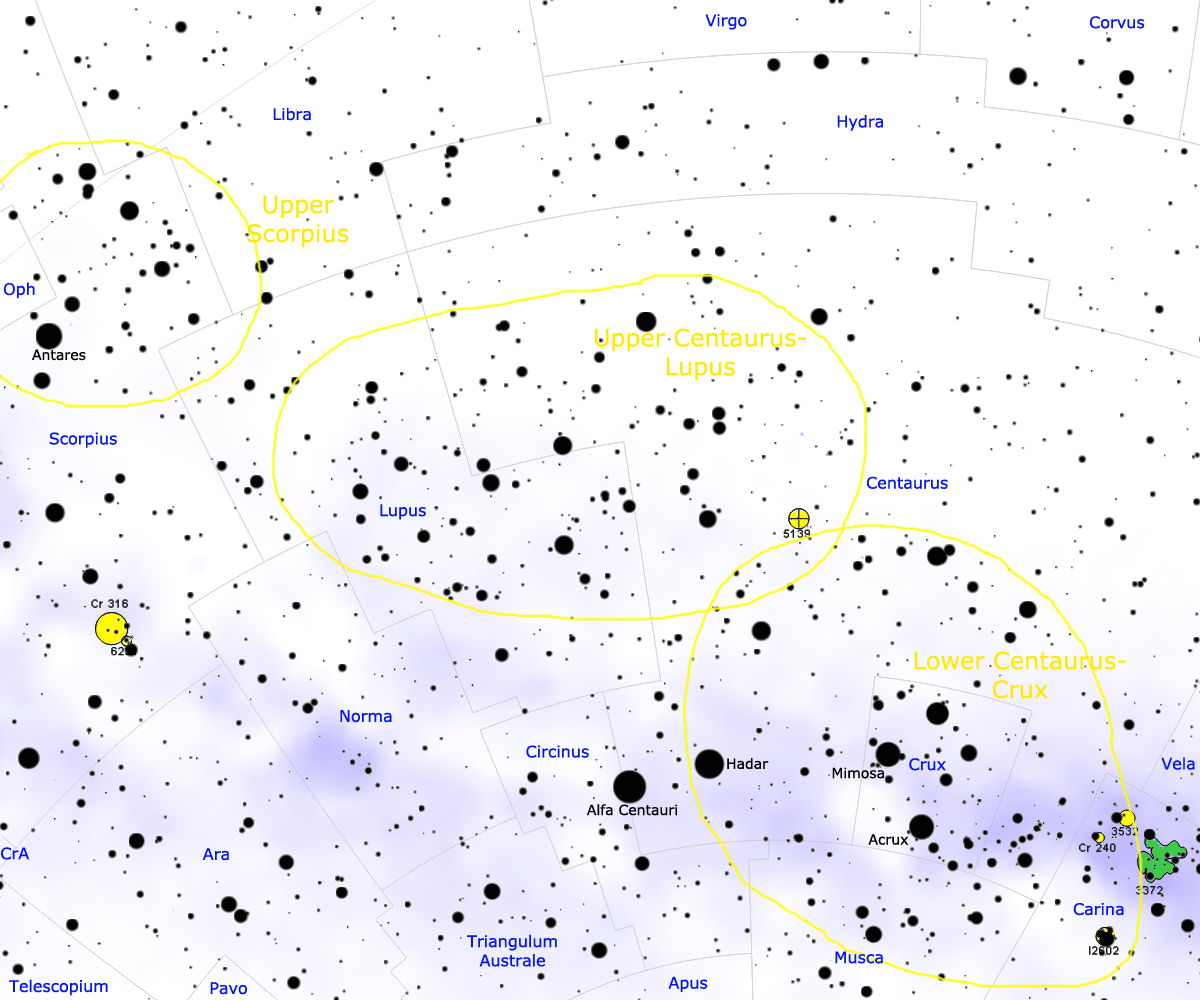
さそりーケンタウルス座アソシエーションの恒星を含む領域の星図。左上（北東）から、上部さそり座・上部ケンタウルス–おおかみ座・下部ケンタウルス–みなみじゅうじ座の3つのサブグループが黄色い輪で示されている。

さそり–ケンタウルス座アソシエーション （Sco–CenまたはSco OB2）は、太陽に最も近いOBアソシエーションである。このアソシエーションは、上部さそり座・上部ケンタウルス–おおかみ座・下部ケンタウルス–みなみじゅうじ座の3つのサブグループに分けられ、太陽からの平均距離は380–470光年にわたる 。Rizzutoらのグループによる修正ヒッパルコス衛星データを用いた解析では、アソシエーションを構成する既知のメンバーは436にものぼる。彼らは、この解析によってより連続的な恒星分布を見いだしたため、サブグループを置く必要性に対しては懐疑的である。 
Sco–Cenのサブグループたちの年代は、1,100万年（上部さそり座）からおおよそ1,500万年（ケンタウルス–おおかみ座と下部ケンタウルス–みなみじゅうじ座）の幅にある。アンタレス（上部さそり座サブグループで最も重い）や南十字星のほとんどの恒星など、さそり座・おおかみ座・ケンタウルス座・みなみじゅうじ座をなす多くの明るい恒星が、このアソシエーションに属している 。これまで、数百の恒星メンバーが識別されており、その質量範囲は15太陽質量（アンタレス）から水素燃焼限界（すなわち褐色矮星）にまでわたる。それぞれのサブグループは、おそらく1,000–2,000のオーダーの恒星からなると考えられている。Sco–Cen OBアソシエーションは、最近（< 2,000万年）ないし現在進行中の星形成大規模複合体のうち、最も顕著な部分であると考えられている。この複合体には、Sco–Cenの近傍にあるいくつかの星形成分子雲や、Sco–Cenを取り巻くように位置する星団が含まれている。このような星形成分子雲の例としては、120–200パーセクの距離にある 
- へびつかい座ρ星領域
- パイプ星雲
- バーナード68
- カメレオン–おおかみ–みなみのかんむり座–コールサック暗黒星雲複合体

が挙げられる。また、上記の星団の例としては、 
- カメレオン座ε星運動星団（年代 ~300–500万年）
- カメレオン座η星運動星団（Mamajek1とも、年代 ~700万年）
- うみへび座TW星アソシエーション（年代 ~800万年）
- がか座β星運動星団（年代 ~1,200万年）
- IC 2602（含まれない可能性もある、年代 ~3,000–5000万年）

が挙げられる。    
Sco–Cenに属する恒星は、0.02–0.04秒角/年程度の大きさに集中した固有運動を示す。このことは、これらの星たちがほぼ平行の速度ベクトルを持ち、太陽に対して20km/sで動いていることを示している。サブグループ内の速度分散は1–2 km/sのオーダーしかなく、星たちは重力的に束縛されていない可能性が高い。 
過去1,500万年にわたって、いくつかの超新星がSco–Cenで爆発したと考えられ、Loop I バブルをはじめとする、拡散中のスーパーバブルのネットワークがグループを取り巻くように残されている。深海性鉄マンガンクラストや太平洋の海底堆積物中の生物起源磁鉄鉱結晶に認められる短寿命放射性核種の60Feは、太陽系近傍の超新星に由来し、それはおそらく300万年前のSco–Cenのメンバーによるもので鮮新世-更新世境界の海洋生物絶滅をもたらしたという仮説が提唱されている。しかしながら、他の研究ではこの超新星は100パーセク以遠で起きたとし、UV-B カタストロフというメカニズムを通じて絶滅に寄与した可能性は低いとしている。2019年に報告された、南極で発見された星間物質由来の鉄は、局所恒星間雲と関連している。この鉄はSco–Cenアソシエーションの近傍で形成された可能性がある。 